# Dmitri Jewgenjewitsch Monja
Dmitri Jewgenjewitsch Monja (russisch Дмитрий Евгеньевич Моня; * 10. September 1988 in Moskau, Russische SFSR) ist ein ehemaliger russischer Eishockeyspieler, der vor allem beim HK ZSKA Moskau und HK Sibir Nowosibirsk in der Kontinentalen Hockey-Liga aktiv war.

## Karriere
Dmitri Monja begann seine Karriere als Eishockeyspieler in seiner Heimatstadt in der Nachwuchsabteilung des HK ZSKA Moskau, für dessen Profimannschaft er in der Saison 2007/08 sein Debüt in der Superliga gab. Bei seinem einzigen Saisoneinsatz bereitete er dabei ein Tor vor.
Seit der Saison 2008/09 ist Monja Stammspieler für den HK ZSKA Moskau in der Kontinentalen Hockey-Liga, kam in der Saison 2009/10 jedoch auch zu sechs Einsätzen für die Juniorenmannschaft des HK ZSKA in der multinationalen Nachwuchsliga Molodjoschnaja Chokkeinaja Liga und erzielte dabei acht Tore und gab drei Vorlagen. Während der Saison 2012/13 kam er parallel beim THK Twer in der Wysschaja Hockey-Liga zum Einsatz, ehe sein Vertrag im Sommer 2013 auslief und Monja zum HK Sibir Nowosibirsk wechselte.
Ab Februar 2016 stand er beim HC Pardubice in der tschechischen Extraliga unter Vertrag. Anschließend kehrte er in die KHL zurück und spielte eine Saison für Awtomobilist Jekaterinburg. In der Saison 2017/18 war er kurzzeitig beim HK Jugra Chanty-Mansijsk aktiv, anschließend beim slowakischen Klub HC Nové Zámky  und in Lettland beim HK Mogo. Mit dem HK Mogo gewann er 2018 den lettischen Pokalwettbewerb. In der folgenden Saison ließ Monja seine Karriere bei Chimik Woskressensk in der Wysschaja Hockey-Liga ausklingen.

## Statistik
(Stand: Ende der Saison 2017/18)